# Rhomboidederes ocellicollis
Rhomboidederes ocellicollis là một loài bọ cánh cứng trong họ Cerambycidae.